# Стахов Ігор Борисович
Ігор Борисович Стахов (нар. 28 серпня 1970, Одеса, УРСР) — український футболіст, виступав на позиції нападника.

## Життєпис
Вихованець одеського футболу. Перший тренер — В. Кузьмін. Грав в аматорських командах «Граніт» (Шаргород) та «Поділля» (Кирнасівка). З 1993 року грав у вищій лізі чемпіонату Молдови за «Ністру» (Чобурчі). З 1995 року — у другій польській лізі за «Вігри». З 1997 року — у другій українській за «СКА-Лотто». З 1998 знову в Молдові, виступав за «Конструктурул» (Кишинів). У 1999 році перейшов у клуб вищої ліги чемпіонату України СК «Миколаїв». Дебют — 7 березня 1999 року СК «Миколаїв» - «Металіст» (Харків), 0:2.